# Скерцо
Скерцо (од итал. Scherzo, шала) је музички облик који се везује за сонатни циклус, у коме представља трећи од четири става. Настао је у доба бечких класичара као замена за спорији и мирнији менует. Као контраст истом, карактеришу га брз темпо и живахан карактер.
По форми је истоветан менуету тј. представља сложену троделну песму. Притом је средишњи део песме углавном мирнијег карактера него први део, од кога се такође може разликовати по темпу и такту. Да би одговарао пропорцијама осталих ставова сонатног циклуса, због бржег темпа мора бити већи од менуета. Овај проблем се такође може решити проширивањем облика са A B A на A B A B A или чак слично ронду на A B A C A.
Осим у сонатном циклусу, скерцо се јавља и као самостална композиција, махом у доба романтизма.

## Историјат
Појам скерца се среће још у Бахово време, где означава било какво музичко дело веселог карактера.